# Елбасан
Вижте пояснителната страница за други значения на Елбасан.
Елбасан (на албански: Elbasan или Elbasani) или Конюх е град в централната част на Албания, административен център на област Елбасан и околия Елбасан.

## География
Градът е разположен по поречието на река Шкумбини. Той е сред най-населените градове в страната с около 120 000 жители към 2003 г.

## История
Градът възниква през I век под името Скампа. Началото на днешния Елбасан е поставено през 1466 година от османския султан Мехмед II. В български и сръбски извори от XV век и насетне новооснованият град е известен и под името Конюх, както и Нови град, а в гръцки – Неокастро.
В града са заселени жители от други области, включително и българи. Началото на българската колония, просъществувала повече от 200 години, е поставено през 1466 – 1467 г. от 15 семейства от Скопие. Днес в Елбасан живеят около 12 000 българи, преселници от областта Голо бърдо.
През лятото на 1466 година е изградена крепостта на Елбасан. Подложен е на неуспешна обсада от Скендербег през следващата 1467 г.

## Икономика
Транспортен възел. Черна металургия, дървообработване. Център на селскостопански район.

## Личности
Родени в Елбасан
- Муртеза Пеза (1919 – 1981) – югославски партизанин и албански писател
- Даниел Годели (р. 1992) – албански щангист